# Marcin Stańczyk
Marcin Stańczyk (ur. 16 listopada 1977 w Łęczycy) – polski kompozytor, prawnik, teoretyk muzyki, nauczyciel akademicki. Profesor sztuk muzycznych. Laureat licznych nagród, w tym – jako jedyny Polak – zdobywca prestiżowej Tōru Takemitsu Composition Award. Autor muzyki symfonicznej, kameralnej, scenicznej, elektronicznej i filmowej. Twórca spektakli multimedialnych i intermedialnych.

## Życiorys
Marcin Stańczyk ukończył prawo pod kierunkiem prof. Tadeusza Szymczaka na Uniwersytecie Łódzkim (2001), teorię muzyki pod kierunkiem prof. Marty Szoki (2006) i kompozycję w klasie prof. Zygmunta Krauze (2007) w Akademii Muzycznej w Łodzi. Wykształcenie uzupełniał w kraju i zagranicą. Odbył Podyplomowe studia muzyki filmowej, elektronicznej i twórczości audiowizualnej w łódzkiej Akademii Muzycznej (2011), Corso di Perfezionamento di Studi Musicali u Ivana Fedele w Accademia Nazionale di Santa Cecilia w Rzymie (2010), a także CURSUS 1 (2012) i CURSUS 2 (2014) w paryskim IRCAM-ie. Uczestniczył m.in. w 13th Young Composers Meeting w Apeldoorn (2007), warsztatach z Klangforum Wien oraz Trilokiem Gurtu podczas La Biennale di Venezia (2007, 2008), Voix Nouvelles course u Briana Ferneyhough w ramach stypendium Royamount Foundation (2009), Internationale Ferienkurse für Neue Musik w Darmstadt (2010), De Musica ovvero la fabbrica della creatività w Rzymie z Beatem Furrerem (2010) i Markiem Andre (2012) oraz
Jerwood Opera Writing Programme w Aldeburgh Centre of Music z sir Harrisonem Birtwistlem (2011).
Utwory Stańczyka są zamawiane przez prestiżowe festiwale i zespoły muzyczne oraz wykonywane w Europie, Azji (Chiny, Japonia, Izrael), Ameryce Północnej (Stany Zjednoczone, Kanada), Południowej (Chile, Kuba), Australii. Współpracował m.in. z Klangforum Wien, Ensemble InterContemporain, Ensemble MusikFabrik, Neue Vocalsolisten Stuttgart, Ensemble Linea, ELISION Ensemble, Bang on a Can All Stars, Tokyo Philharmonic Orchestra, Oslo Sinfonietta, BERG Ensemble, Ensemble Nikel, Algoritmo, Zone Expérimentale Basel, Meitar, E-MEX Ensemble, Divertimento, Orkest de ereprijs, Ensemble Nostri Temporis, Shanghai Philharmonic Orchestra, Sinfonia Varsovia, NOSPR, Orkiestrą Muzyki Nowej, Orkiestrą Kameralną Miasta Tychy AUKSO, Sinfonia Iuventus, Hashtag Ensemble, a także z solistami, m.in. Mario Carolim, Marco Blaauwem, Agatą Zubel, Pawłem Gusnarem, oraz z artystami z kręgu muzyki popularnej: Aphex Twinem, Natalią Zamilską i Pianohooliganem (Piotrem Orzechowskim).
Jego utwory były wykonywane na takich festiwalach jak: Gaudeamus Musik Week w Amsterdamie, Biennale Musica w ramach La Biennale di Venezia, Manifeste i Season IRCAM w Paryżu, Bang On a Can Marathon, Noise Non-ferenc i MATA w Nowym Jorku, Les Espaces Sonores w Bazylei, Rondò w Mediolanie, Review of Composers w Belgradzie, Images sonores w Liège, Nuova Consonanza w Rzymie, Warszawskiej Jesieni, Sacrum Profanum, Festiwalu Prawykonań NOSPR, Poznańskiej Wiośnie Muzycznej, Łódzkich Spotkaniach Baletowych. W 2018 roku był kompozytorem-rezydentem 31. Festiwalu Musica Polonica Nova.
Stańczyk jest laureatem licznych stypendiów, w tym stypendium „Młoda Polska 2007”, stypendium Stowarzyszenia Autorów ZAIKS (2007), stypendium Ministra Kultury i Dziedzictwa Narodowego dla osób zajmujących się twórczością artystyczną (2007, 2014), stypendium I stopnia Marszałka Województwa Łódzkiego (2008, 2009, 2010), stypendium im. Witolda Lutosławskiego (2011, 2013). Był uczestnikiem zagranicznych programów stypendialnych i rezydencji: fellowship Bang on a Can Summer Music Festival Nowym Jorku (2009), półrocznego stypendium rządu włoskiego (2009, 2010), stypendium Royamount Foundation (2009), stypendium Internationales Musikinstitut Darmstadt (IMD) (Stipendenpreis w ramach Staubach Honoraria, 2010), fellowship Britten Pers Arts (Aldeburgh Center of Music, 2010), stypendium SACEM – francuskiego Stowarzyszenia Autorów, Kompozytorów i Wydawców (2013), rezydencji kompozytorskich; rezydencja artystyczna Miasta Paryża i Instytutu Francuskiego, Centre International d’Accueil et d’Echanges des Récollets (2014), Cité internationale des arts (2014), The Bogliasco Foundation Composer-in-residence (2018) oraz Civitella Ranieri Foundation Composer-in-residence (2019).
Od 2016 roku reprezentuje Polskę w programie współpracy kulturalnej między Chinami a 16 krajami europejskimi w formacie „16+1”.
Marcin Stańczyk pracuje w Wojewódzkim Sądzie Administracyjnym w Łodzi. Jest profesorem w Akademii Muzycznej w Łodzi, gdzie w 2013 roku otrzymał stopień doktora, a w 2016 roku doktora habilitowanego sztuki. W 2020 roku otrzymał tytuł profesora. W kadencji 2020–2024 pełnił funkcję Pełnomocnika rektora ds. równego traktowania. Wykładał gościnnie m.in. we Francji, Niemczech, Włoszech, Stanach Zjednoczonych, Wielkiej Brytanii, Izraelu, Chinach, Norwegii i Polsce. Przewodził obradom jury konkursu kompozytorskiego I Ise-Shima International Composition Competition w Japonii (2020). Przez wiele lat był artystą chóru Filharmonii Łódzkiej im. Artura Rubinsteina.
Jest członkiem Związku Kompozytorów Polskich, Stowarzyszenia Autorów ZAIKS oraz Polskiego Towarzystwa Muzyki Współczesnej.
Partytury Marcina Stańczyka są wydawane nakładem Polskiego Wydawnictwa Muzycznego.

## Muzyka
Marcin Stańczyk jest twórcą idei podźwięków („aftersounds”) inspirowanej optycznym zjawiskiem „powidoków” eksplorowanym w latach 40. przez Władysława Strzemińskiego. W przypadku podźwięków, źródłami muzyki są nie tylko morfologiczne „odbicia” dźwięku, rozmaite „szumy, rezonanse i echa”. Muzyka wynika także z psychologicznych aspektów słuchania i widzenia, jako coś, czego jeszcze nie ma, ale będzie za chwilę, co poprzedza dźwięk lub pozostało po dźwięku.
Stańczyk jest również autorem koncepcji musique acousmatique instrumentale, definiowanej jako „muzyka akustyczna, którą można percypować jak elektroniczną muzykę akuzmatyczną, tzn. doświadczać przemieszczania się dźwięku w przestrzeni bez jednoczesnej obserwacji poruszających się muzyków”. Do nurtu akuzmatycznej muzyki instrumentalnej należą Blind Walk (2014-15), Some Drops (2016), Sursounds (2018) i Unseen (2017-18). Wszystkie te utwory słuchacz powinien odbierać z zamkniętymi oczyma, a najlepiej z opaską założoną na oczy, aby wyłączając zmysł wzroku, zintensyfikować doznania słuchowe.
W swoich kompozycjach często posługuje się teatralnymi gestami związanymi z jego ideą total performance, wcześniej określaną mianem „teatralizacji wykonania”, która do wykonania utworu angażuje całe ciało wykonawców (full-body experience).
Zgodnie z jego koncepcją total performance, wedle której wymaga od wykonawcy absolutnego zaangażowania w odtworzenie (czy niekiedy nawet współtworzenie) dzieła, różnego typu dźwięki nieharmoniczne często mają proweniencję wokalną lub też są rezultatem gestów o charakterze choreograficznym. Często w swoich partyturach Stańczyk przewiduje dla jednego wykonawcy zapis na kilku pięcioliniach (np. w Three Afterimages na kontrabas, 2008, czy Mosaïque na wiolonczelę i live electronics, 2011-12), a sama notacja cechuje się niebywałą szczegółowością.
Kompozytor od lat szczególnie podkreśla rolę wyobraźni muzycznej – nie tylko samego twórcy czy wykonawców, ale przede wszystkim odbiorców. Wynikiem tego dążenia jest osobny nurt utworów konceptualnych Stańczyka, w tym: 4’34″ – short piece against John Cage (2011), a także tryptyk: Muzyka Możliwa I (2012), Muzyka Możliwa II (2015) oraz powstała w dniu inwazji Rosji na Ukrainę Muzyka niemożliwa (24.02.2022). W tych przypadkach, realizując ideę prawdziwej wolności sztuki, to w wyobraźni odbiorcy Stańczyk upatruje dopełnienia swoich kompozytorskich idei.
Jego wczesny styl muzyczny został opisany przez kompozytora Ivana Fedele w „Il Giornale” jako „distorsionismo”. W odniesieniu do późniejszej twórczości wskazywano także na związki ze spektralizmem i nurtem „new complexity”.

## Ważniejsze kompozycje
- Laterna na zespół i taśmę (2008)
- Three afterimages na kontrabas (2008)
- Afterimages – rosso na fortepian (2009)
- Nibiru – La rivoluzione della terra sconosciuta na zespół (2009)
- Analessi Rotte na wiolonczelę, 2 głosy i puzon (2009)
- Sospiri na zespół (2009)
- Westchnienia (Sighs) na orkiestrę kameralną (2009)
- Il riverbero della malinconia na zespół kameralny (2010)
- Tajemnica Chopina – rzeźba muzyczna (współpraca z Łukaszem Leszczyńskim) (2010)
- OPERA 3 na solistkę, akompaniatora i kompozytora (współpraca z Peterem Cantem) (2010)
- Archeopteryx – muzyka baletowa (2011)
- In case of rapture – mini opera (2011)
- Au-delà des profondeurs – etiuda elektroakustyczna (2011)
- Muzyka Możliwa I (2012)
- Mosaïque na wiolonczelę i elektronikę (2012)
- Esercizi na studentów (2006 rev. 2012)
- Geysir – Grisey na zespół (2005 rev. 2012)
- 4'34'' – short piece against J.Cage (2012)
- Le teste scambiate – opera na orkiestrę kameralną i trzy charaktery (2010 – 2012)
- Attorno na flet altowy, wiolonczelę i fortepian (2013)
- Muzyka tkana na orkiestrę (2013)
- Solarize – opera kameralna (2013–2014)
- Aftersounds na 2 perkusistów i elektronikę (2013–2014)
- Aftersounds na gitarę (2014)
- A(pol)ogia – performance multimedialny (współpraca z Peterem Cantem i Alexem Eisenbergiem) (2014)
- Blind walk na zespół (2014–2015)
- Posłuchy na zespół (2015)
- Powidoki na głos, kwartet smyczkowy i audio-video live electronics (2015)
- muzyka tkana – powidoki – audiowizualna instalacja interaktywna (2016)
- Some Drops na trąbkę i zespół (2016)
- A due na Fender Rhodes, orkiestrę smyczkową i elektronikę (2017)
- Dancing Dune na orkiestrę kameralną chińskich instrumentów (2017)
- Sursounds na kwartet smyczkowy, kwintet dęty i elektronikę (2018)
- Kobro/Strzemiński. Opowieść fantastyczna – muzyka do filmu, reż. Borys Lankosz (2018)
- Afterthoughts – spektakl multimedialny (2018)
- Unseen na głos, zespół i elektronikę (2017–2018)
- Ciemno, prawie noc – muzyka do filmu, reż. Borys Lankosz (2019)
- Western Whiffs na yang qin, zheng i wibrafon (2020)
- Muzyka możliwa II (2020)
- Aftersounds na flet solo (2021)
- Aftersounds na gitarę solo (2021)
- Live na saksofony, orkiestrę i elektronikę (2021)
- Impossible Music (24.02.2022)
- Quatre chants sur ce qui n’existe plus na flet (flet altowy), tubę, gitarę klasyczną, wiolonczelę i taśmę (2023)
- After na głos żeński, zespół instrumentalny, elektronikę i wideo (2024)

## Wybrane nagrody i wyróżnienia[30]
| Rok  | Konkurs | Nagroda |
| ---- | --- | --- |
| 2006 | III Międzynarodowy Konkurs Kompozytorski Sun River w Chengdu (Chiny)                                                                                      | II nagroda za kwintet fortepianowy Geysir                                                                                      |
| 2006 | Międzynarodowy Konkurs Kompozytorski Fundacji Laurentscantorij w Rotterdamie (Holandia)                                                                   | I nagroda za Trois chant’s d’amour na dwa chóry kameralne                                                                      |
| 2007 | VIII Międzynarodowy Konkurs Kompozytorski na kompozycję na instrument solo w Povoletto (Włochy)                                                           | I nagroda za Aspetto… per pianoforte                                                                                           |
| 2009 | 14th Tokyo Competition for chamber music composition (Japonia)                                                                                            | III nagroda za Three afterimages for double bass                                                                               |
| 2010 | Internationales Musikinstitut Darmstadt (IMD) (Niemcy) | Stipendenpreis za utwór Laterna                                                                                                |
| 2010 | Franco Donatoni Composition Competition and Young Composers Meeting with Divertimento Ensemble in Milan and Monza (Włochy)                                | I nagroda za utwór Laterna |
| 2010 | Biennale 2010/ ISB David Walter Composition Competition organizowany przez Międzynarodowe Stowarzyszenie Kontrabasowe w San Francisco (Stany Zjednoczone) | honorowe wyróżnienie za Three Afterimages for double bass                                                                      |
| 2011 | 15th Salvatore Martirano Award (Stany Zjednoczone) | II nagroda za Nibiru |
| 2013 | Tōru Takemitsu Composition Award (Japonia) | I nagroda za Sighs |
| 2015 | Armatka Kultury (Polska) | II miejsce za płytę „Chamber Music”                                                                                            |
| 2015 | Nagroda Rektora Akademii Muzycznej im. G. i K. Bacewiczów w Łodzi                                                                                         | nagroda II stopnia |
| 2015 | Łódzkie Eureka | nagroda przyznana przez Radę ds. Szkolnictwa Wyższego i Nauki przy Prezydencie Miasta Łodzi za wybitne osiągnięcia artystyczne |
| 2019 | Grand Prix Komeda (Polska) | nagroda Grand Prix za muzykę do filmu Kobro/Strzemiński. Opowieść fantastyczna                                                 |
| 2020 | Nagroda Muzyczna „Fryderyk” | nagroda za album w ramach boxu „100 na 100” (nagranie ''Some Drops'') w kategorii Najwybitniejsze Nagranie Muzyki Polskiej     |
| 2020 | Nagroda Muzyczna „Fryderyk” | nagroda za album w ramach boxu „100 na 100” (nagranie ''Some Drops'') w kategorii Album Roku Muzyka Symfoniczna                |
| 2020 | Nagroda Prezydenta Miasta Łodzi | za osiągnięcia artystyczne |
| 2020 | Nagroda Rektora Akademii Muzycznej im. G. i K. Bacewiczów w Łodzi                                                                                         | nagroda II stopnia |
| 2024 | „Łęczycki Prometeusz” | nagroda burmistrza „za osobowość o wielkim sercu dla Łęczycy i łęczycan” oraz „pomoc i wsparcie dla lokalnej społeczności”     |
| 2024 | Zasłużony Kulturze Gloria Artis | Brązowy Medal |

### Nominacje[34]
- Fryderyk za płytę Młodzi Kompozytorzy w Hołdzie Chopinowi wydaną przez DUX (2009)
- Zgłoszenie do Paszportów Polityki (2010, 2012, 2013, 2014, 2015)
- Koryfeusz Muzyki Polskiej w kategorii Osobowość Roku (2013, 2015)
- Wrocławska Nagroda Muzyczna POLONICA NOVA (2014)
- Polska ścieżka dźwiękowa roku FMF Kraków w kategoriach nagroda krytyków i nagroda publiczności za ''Ciemno, prawie noc'' (2020)
- Fryderyk za płytę Works For Rhodes Piano & Strings z Pianohooligan i Aukso (seria Anaklasis) w kategorii Album Roku Muzyka Współczesna (2020)

## Dyskografia

### Albumy monograficzne
- ''Chamber Music'', DUX, seria „Młodzi kompozytorzy w hołdzie Fryderykowi Chopinowi”, Europejskie Centrum Muzyki Krzysztofa Pendereckiego (2014)
- „Acousmatic Music”, dwupłytowy album monograficzny, PWM – seria Anaklasis (2021)
- „Mosaïque”, Klangforum Wien, KAIROS (2021)
- „Dark, Almost Night”, ścieżka dźwiękowa do filmu „Ciemno, prawie noc”, Sinfonia Varsovia, dyr. Szymon Bywalec, DUX (2021)
- „Chamber Works” (wznowienie), DUX (2023)

### Pozostałe albumy
- Finał III Międzynarodowego Konkursu Kompozytorskiego im. Grażyny Bacewicz, Marcin Stańczyk – ''Powidoki'', Łukasz Błaszczyk – skrzypce, Mariusz Drzewicki – fortepian, Akademia Muzyczna w Łodzi (2006)
- ''Młodzi kompozytorzy w hołdzie Fryderykowi Chopinowi'', Marcin Stańczyk – ''Geysir – Grisey,'' DUX (2006)
- Kronika Dźwiękowa MFMW „Warszawska Jesień” 2010, CD nr 3, Marcin Stańczyk – ''Nibiru'', Oslo Sinfonietta, dyr. Christian Eggen
- Kronika Dźwiękowa MFMW „Warszawska Jesień” 2010, CD nr 8, Marcin Stańczyk – ''Muzyka sugerowana'', dyr. Tom de Cock
- Akademia Muzyczna w Łodzi, Katedra Kompozycji – Studio Muzyki Elektronicznej, Marcin Stańczyk – ''Au de la de profondeur'' (2011) i ''Preludes'' op.28 (2010) nr 20, 16, 6, 11, 14, 12, 7 (2011)
- Kronika Dźwiękowa MFMW „Warszawska Jesień” 2014, CD nr 1, Marcin Stańczyk – ''Sighs'' for chamber orchestra
- ''100 na 100'', Marcin Stańczyk – ''Some Drops'', Marco Blaauw – trąbka, Orkiestra Muzyki Nowej, dyr. Szymon Bywalec, PWM (2019)
- ''Works For Rhodes Piano & Strings'', Pianohooligan & Aukso, Marcin Stańczyk – ''A due'' na Fender Rhodes i orkiestrę smyczkową, PWM – seria Anaklasis (2019)

## Odznaczenia
- Odznaka honorowa „Zasłużony dla Kultury Polskiej” (2017)[34]
- Brązowy medal „Zasłużony Kulturze Gloria Artis” (2024)